# بانک توسعه کره
بانک توسعه کره (به انگلیسی: Korea Development Bank) شرکت خدمات مالی و بانکداری دولتی کره‌ای است، که در سال ۱۹۵۴ فعالیت خود را آغاز نمود. شعبه مرکزی این بانک در شهر سئول، کره جنوبی قرار دارد.